# 마보이
《마보이》는 2012년 방영된 대한민국의 텔레비전 드라마이다.

## 소개
여자보다 예쁜 여장 남자 아이린(선웅 분)이 예술고등학교에 진학해 장그림(김소현 분)과 룸메이트가 되며 펼쳐지는 이야기를 다룬 3부작 드라마다.

## 사건사고
마보이 사건은 2012년 첫방송 기념으로 세미의 어드벤처 2 시사회 티켓을 걸고 여장해도 여자같은 남자들을 뽑는 이벤트를 진행했었다.
하지만 이벤트 취지에는 전혀 안맞는 사진들이 올라와 결국 사과문과 함께 이벤트가 조기 종료되고 말았다.

## 등장 인물

### 주요 인물
- 김선웅 : 아이린 / 현우 역
- 김소현 : 장그림 역
- 민후 : 태준 역
- 김하연 : 지수 역

### 그 외 인물
- 강현중 : 이억만 역
- 박희곤 : 훈남 역
- 김혜지 : 혜리 역
- 서준열 : 한결 역
- 이종열 : 정직해 역
- 연송하 : 최사랑 역
- 이종민 : 강 기자 역
- 남태부 : 태클 멤버 1 역